# James Hibburt
James Anthony Hibburt (sinh ngày 30 tháng 10 năm 1979, ở Ashford, Surrey) là một cầu thủ bóng đá người Anh thi đấu ở Football League, ở vị trí hậu vệ.